# Juan Manuel Paz Novoa
Juan Manuel Paz Novoa (Orense, 1839-Orense, 1895) fue un jurista, político y escritor español.

## Biografía
Nació en 1839 en Orense. Doctor en Derecho, fue autor de diversas obras sobre esta materia. Como político obtuvo escaño de diputado durante la Primera República, además de desempeñar el cargo de gobernador de varias provincias, entre ellas Pontevedra. Paz Novoa, que era de ideología republicana y dirigió del periódico santiagués La Reforma, falleció el 26 de septiembre de 1895 en Orense.